# かわさきファズ
かわさきファズ（英文名称Kawasaki FAZ、略称K-FAZ）は、神奈川県川崎市川崎区東扇島にある国際物流センター及び同施設を運営する第三セクター企業。

## 概要
貿易不均衡是正を目的とした時限立法「輸入の促進及び対内投資事業の円滑化に関する臨時措置法」（通称「FAZ法」）に基づく輸入促進地域内に位置し、主に入居企業による輸入品の保管・荷捌き・加工などが行われている。A棟・B棟・C棟・管理棟からなり、川崎港コンテナ埠頭に近接し、高速湾岸線を通じて横浜港・東京港・羽田空港へも短時間で到達できる。

## 沿革
- 1992年 - FAZ法施行。
- 1994年 - 川崎区・幸区が、FAZ法に基づく輸入促進地域に指定。
- 1995年 - 事業主体として、川崎市・神奈川県と民間企業の出資による第三セクター企業「かわさきファズ株式会社」を設立。
- 1996年 - 第1期工事着工。
- 1998年 - 総合保税地域許可取得、第1期工事（A棟・B棟・管理棟）竣工、開業。
- 2008年 - C棟竣工、開業。

## アクセス

### 路線バス
- JR川崎駅から川崎市営バス川07で『かわさきファズ物流センター前』バス停下車。
- JR横浜駅東口（YCAT）から京浜急行バス・川崎鶴見臨港バスの「高速・東扇島線」[2]で『かわさきファズ』バス停または『かわさきファズ正門前』バス停下車。

### 車
- 都内・横浜方面からは、首都高速湾岸線「東扇島ランプ」下車。
- 川崎市内からは、国道132号から川崎港海底トンネル経由。